# Stenoria plagiata
Stenoria plagiata là một loài bọ cánh cứng trong họ Meloidae. Loài này được Escalera miêu tả khoa học năm 1914.